# (5823) Oryo
(5823) Oryo es un asteroide perteneciente al cinturón de asteroides, región del sistema solar que se encuentra entre las órbitas de Marte y Júpiter, más concretamente a la familia de Gefion, descubierto el 20 de diciembre de 1989 por Tsutomu Seki desde el Observatorio de Geisei, Geisei, Japón.

## Designación y nombre
Designado provisionalmente como 1989 YH. Fue nombrado Oryo en homenaje a Oryo Narasaki, esposa del revolucionario japonés Sakamoto Ryōma.

## Características orbitales
Oryo está situado a una distancia media del Sol de 2,774 ua, pudiendo alejarse hasta 3,226 ua y acercarse hasta 2,322 ua. Su excentricidad es 0,162 y la inclinación orbital 7,972 grados. Emplea 1688,03 días en completar una órbita alrededor del Sol.

## Características físicas
La magnitud absoluta de Oryo es 12,6. Tiene 8,708 km de diámetro y su albedo se estima en 0,177. 